# Die scharlachrote Blume
Die scharlachrote Blume ist ein britischer Historien- und Abenteuerfilm aus dem Jahre 1934. Unter der Regie von Harold Young übernahm Leslie Howard die Titelrolle eines adeligen Abenteurers. Bei der (west-)deutschen Wiederaufführung im Fernsehen 1964 lief der Film unter dem Titel Das scharlachrote Siegel.

## Handlung
Frankreich in der Zeit der Französischen Revolution, 1792, während der Phase der Terrorherrschaft:
Während in Frankreich immer mehr die Guillotine den Takt der Zeit vorgibt und zahllose Menschen – schuldige wie unschuldige, arme wie reiche, Adelige wie einfache Bürger – den Kopf kostet, lebt die britische Aristokratie nur wenige Hundert Kilometer weiter westlich jenseits des Ärmelkanals davon unberührt in Saus und Braus. Nur der junge Adelige und Abenteurer Sir Percy Blakeney will nicht weiter tatenlos zusehen, wie der Revolutionsmob seine französischen Standesgenossen dahinmetzelt. Er schafft sich eine Zweitexistenz, die des „roten Pimpernel“, eines Freiheitskämpfers gegen die Revolutionstyrannei auf dem Kontinent. Mit einer kleinen Schar von 19 Gleichgesinnten rettet er französische Aristokraten vor dem Fallbeil, darunter auch die Comtesse de Tournay und ihre Tochter. Bei seinen tollkühnen Unternehmungen, bei denen er jedes Mal sein eigenes Leben riskiert, bedient er sich immer wieder neuer Maskeraden. Privat hingegen gibt er sich, um keinesfalls aufzufallen, als ebenso harmloser wie geckenhafter Nichtsnutz der britischen Upper Class. Selbst seine eigene Frau ist in sein Doppelleben nicht eingeweiht.
Sein persönlicher Erzfeind ist der grausame Revolutionär Bürger Chauvelin. Um jeden Preis will dieser den geheimnisvollen Befreier fangen, um ihm den Garaus zu machen. Robespierre macht ihm Dampf. Er will den roten Pimpernel unbedingt gefangen sehen und guillotinieren lassen. So ernennt er Chauvelin zum Botschafter der französischen Republik in London. Dort soll er die Gelegenheit nutzen, den adeligen Konterrevolutionär aufzuspüren. Chauvelin ist in der Wahl seiner Mittel alles andere als zimperlich: Ohne zu wissen, dass Sir Percy der Gesuchte ist, droht er dessen Frau Lady Blakeney, einer geborenen französischen Adeligen namens St. Just, ihrem in Frankreich verbliebenen Bruder Armand etwas anzutun, sollte sie nicht kooperieren. So zur Mitarbeit gezwungen, gibt Marguerite unwissentlich Hinweise preis, die direkt zu ihrem Percy führen. Als Lady Blakeney erfährt, was sie angerichtet hat, reist sie ihrem Mann nach Frankreich nach, um ihn vor Chauvelin zu warnen.
Chauvelin beschließt, den gefangen genommenen Gatten der Comtesse de Tournay und Marguerites ebenfalls arretierten Bruder Armand als Faustpfand und Lockmittel gegen den roten Pimpernel einzusetzen. Beide Gefangenen werden nach Boulogne-sur-Mer verbracht. Trotz verschärfter Bewachung gelingt es Sir Percy, die beiden mittels Bestechung zu befreien. Doch Chauvelin ist ihm bald auf der Spur. Marguerite wird bei dem Versuch, ihren tollkühnen Gatten in einer Taverne zu warnen, ebenfalls gefangen genommen. Zwar kann Sir Percy die beiden befreiten Adeligen auf das Schiff nach England verfrachten. Aber Chauvelin macht ihm klar, dass für ihn hier Endstation ist, weil er seine Frau Marguerite in seiner Gewalt hat. Percy ist zu einem Tausch bereit: sein Leben gegen das seiner Frau. Chauvelin willigt ein. Doch die Männer, die Percy als Erschießungskommando exekutieren sollen, sind in Wirklichkeit seine eigenen Leute. Gemeinsam mit seiner Frau und seinen Helfern entkommen sie auf dem Schiff in die Freiheit.

## Produktionsnotizen
Die Dreharbeiten von Die scharlachrote Blume dauerten bis Ende November 1934. Bereits am 23. Dezember 1934 wurde der Film in London uraufgeführt. Im darauf folgenden Jahr kam er sowohl in Österreich (18. März 1935) als auch im Deutschen Reich (wenige Wochen nach der Wiener Premiere), aber auch in Dänemark, den USA, Mexiko, Finnland und Spanien zur Aufführung. Am 27. September 1964 wurde der Film unter der Neubetitelung Das scharlachrote Siegel (ARD-TV-Ausstrahlung) in Deutschland erstmals nach dem Krieg gezeigt, allerdings in einer neuen Synchronisation. In Frankreich hingegen wird die Aufführung verweigert, da die Revolutionäre von 1789 als brutale und blutrünstige Henker gezeigt werden.
Mit Die scharlachrote Blume begann Walter Rilla seine englischsprachige Karriere. 1936 verließ er endgültig Hitler-Deutschland und ließ sich in London nieder. Die Filmbauten stammen von Vincent Korda. Osmond Borradaile diente dem Hollywood-erfahrenen US-Cheffotografen Harold Rosson als einfacher Kameramann. Oliver Messel kreierte die Kostüme für Merle Oberon.
„Pimpernel“ ist das Erkennungszeichen Sir Percys; eine Pflanzenart, die auf Deutsch Roter Gauchheil heißt.

### Synchronisation
Es existieren zwei deutsche Synchronfassungen. Die erste entstand 1935 bei der Bavaria Film, München. Curt Wesse schrieb das Dialogbuch und führte Regie. Die zweite entstand 1964 bei der Berliner Synchron. Hugo Schrader schrieb das Dialogbuch und führte Regie.
| Rolle                                               | Darsteller      | Synchronsprecher (1935) | Synchronsprecher (1964)         |
| --------------------------------------------------- | --------------- | ----------------------- | ------------------------------- |
| Sir Percy Blakeney / The Scarlet Pimpernel          | Leslie Howard   | Walter Holten           | Sebastian Fischer               |
| Lady Blakeney, geb. Marguerite St. Just, seine Frau | Merle Oberon    | Rose Veldtkirch         | Bettina Schön                   |
| Bürger Chauvelin                                    | Raymond Massey  | Hans Meyer-Hanno        | Helmut Wildt                    |
| Prince of Wales                                     | Nigel Bruce     | Will Dohm               | Alexander Welbat                |
| Armand St. Just                                     | Walter Rilla    | Karl Schaidler          | Manfred Rahn oder Rolf Marnitz  |
| Sir Andrew Ffoulkes                                 | Anthony Bushell | ?                       | Hans Nitschke oder Manfred Rahn |
| Suzanne de Tournay                                  | Joan Gardner    | Antonie Jaeckel         | ?                               |
| Comte de Tournay                                    | O. B. Clarence  | ?                       | Curt Ackermann                  |
| Robespierre                                         | Ernest Milton   | Max Schreck             | Klaus Miedel                    |
| Portraitmaler                                       | Melville Cooper | Fritz Reiff             | Otto Czarski                    |

## Kritiken
Die nationale wie internationale Kritik war zum Zeitpunkt der Erstaufführung, aber auch nach dem Zweiten Weltkrieg voll des Lobes gegenüber diesem Film. Nachfolgend eine kleine Auswahl:
Friedrich Porges urteilte am 17. März 1935 im Wiener Tag: „Die scharlachrote Blume reiht sich den in London gedrehten Erfolgs-Filmen würdig an. Als einen glücklichen Griff darf man schon die Wahl des Sujets bezeichnen. Der Roman der Baronesse Orczy The Scarlet Pimpernel, von Ludwig Biro geschickt und pointesicher zum Filmdrehbuch umgearbeitet, behandelt eine Episode aus der Zeit der französischen Revolution von 1792 […] Ein Kostümfilm, der die Spannung eines Kriminalfilms hat und der in kultivierter Inszenierung eine Schar von Darstellern aufbietet, von denen jeder ein Schauspieler von bedeutendem Rang ist […] ein Film, dessen unmittelbarer Wirkung man sich nicht entziehen kann.“
Wiens Neue Freie Presse berichtete in ihrer Ausgabe vom 19. März 1935: „Dieser Korda-Film ist, wie die Frauen um Heinrich VIII., virtuos und zugleich mit subtilem Geschmack gemacht, mit der Regiebeherrschung eines ungeheuren szenischen Apparates und zugleich dem Sinn für delikateste Nuancen. Hier werden zwei Wirkungen seltener Art vereinigt: die des Kultur- und zugleich des Detektiv- und Kriminalfilms in historischer Umhüllung. Er findet in Leslie Howard (Percy) einen Darsteller von raffinierter Noblesse und eleganter Sherlock-Holmes-Geschicklichkeit. Er scheint wie aus einem Gainsborough gestiegen, um einem glänzend drapierten Kostümkriminalfilm zum Siege zu führen.“
Die Wiener Zeitung vom 19. März 1935 schrieb: „Die Doppelrolle als läppischer Flaneur einerseits und ‚Lord Pimpernell‘ andererseits gibt dem englischen Schauspieler die Gelegenheit, seine ganze Kunst zu entfalten. Merle Oberon, im Film seine Gattin, Lady Blakeney, ist nicht nur wunderschön, sondern spielt auch ihre Rolle mit Geist und Seele. (…) die Regie sorgt ununterbrochen für einen straffen Fortgang der Handlung, so daß die Spannung vom Beginn bis zum Ende ununterbrochen anhält.“
Der Movie & Video Guide befand: „Excellent costumer with Howard leading double life, aiding innocent victims of French revolution while posing as foppish member of British society“. Übersetzung: „Ausgezeichneter Kostümfilm mit einem ein Doppelleben führenden Howard, der unschuldigen Opfern der Französischen Revolution hilft, während er sich gleichzeitig als dandyhaftes Mitglied der (gehobenen) Britischen Gesellschaft ausgibt.“
Halliwell‘s Film Guide schrieb: „First-class period adventure with a splendid and much imitated plot, strong characters, humour and a richly detailed historical background“.
Im Lexikon des Internationalen Films heißt es: „Englische Komödie von 1934, die sich ihren Reiz durch die Ironie des Drehbuchs und die außergewöhnliche Darstellungskunst Leslie Howards unvermindert bewahrt hat.“